# Hundekot

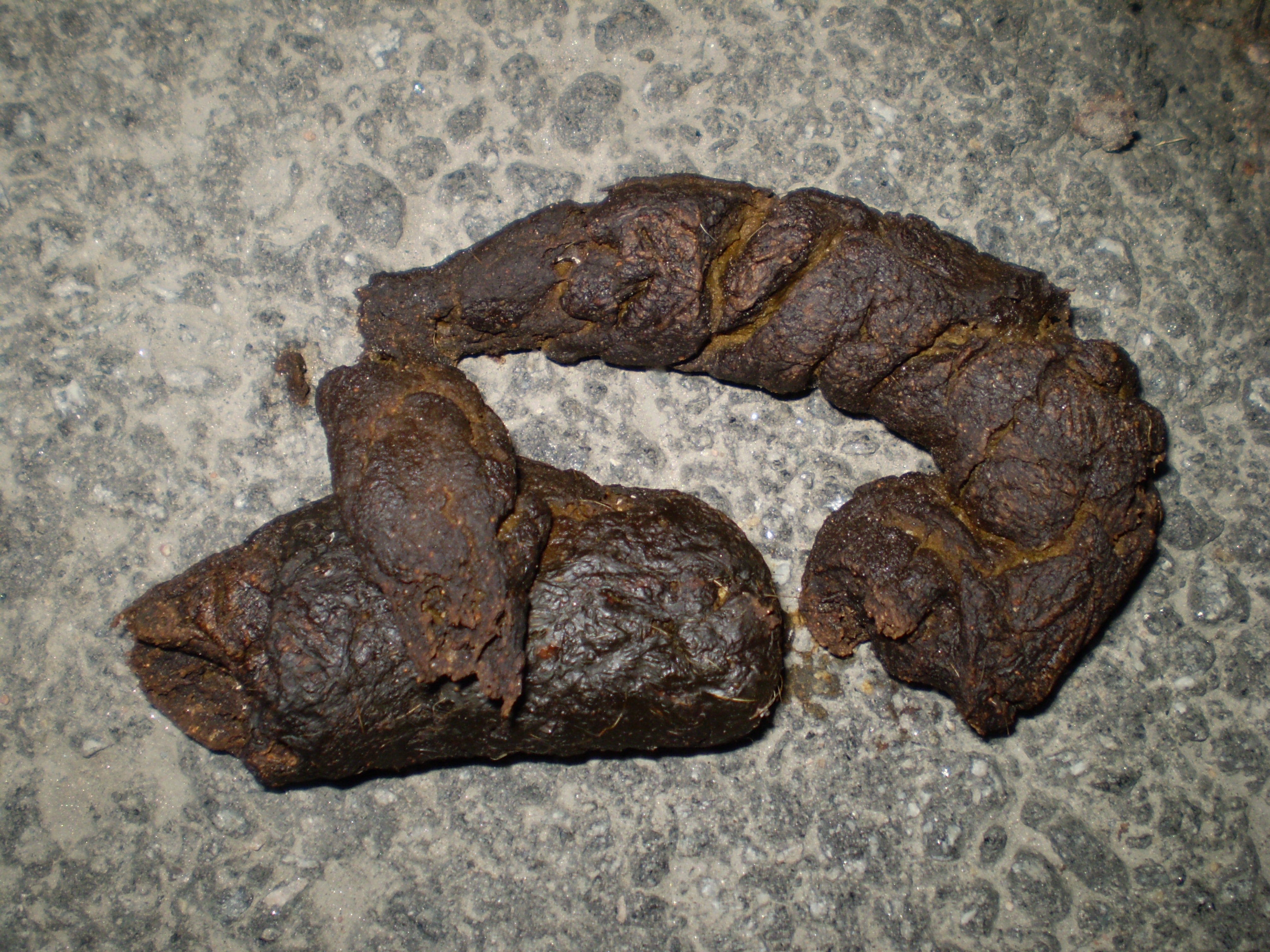
Hundekot

Hundekot (österreichisches Hochdeutsch Hundstrümmerl) ist die meist feste Ausscheidung (Exkrement) des Darmes von Hunden.

## Regeln zur Beseitigung

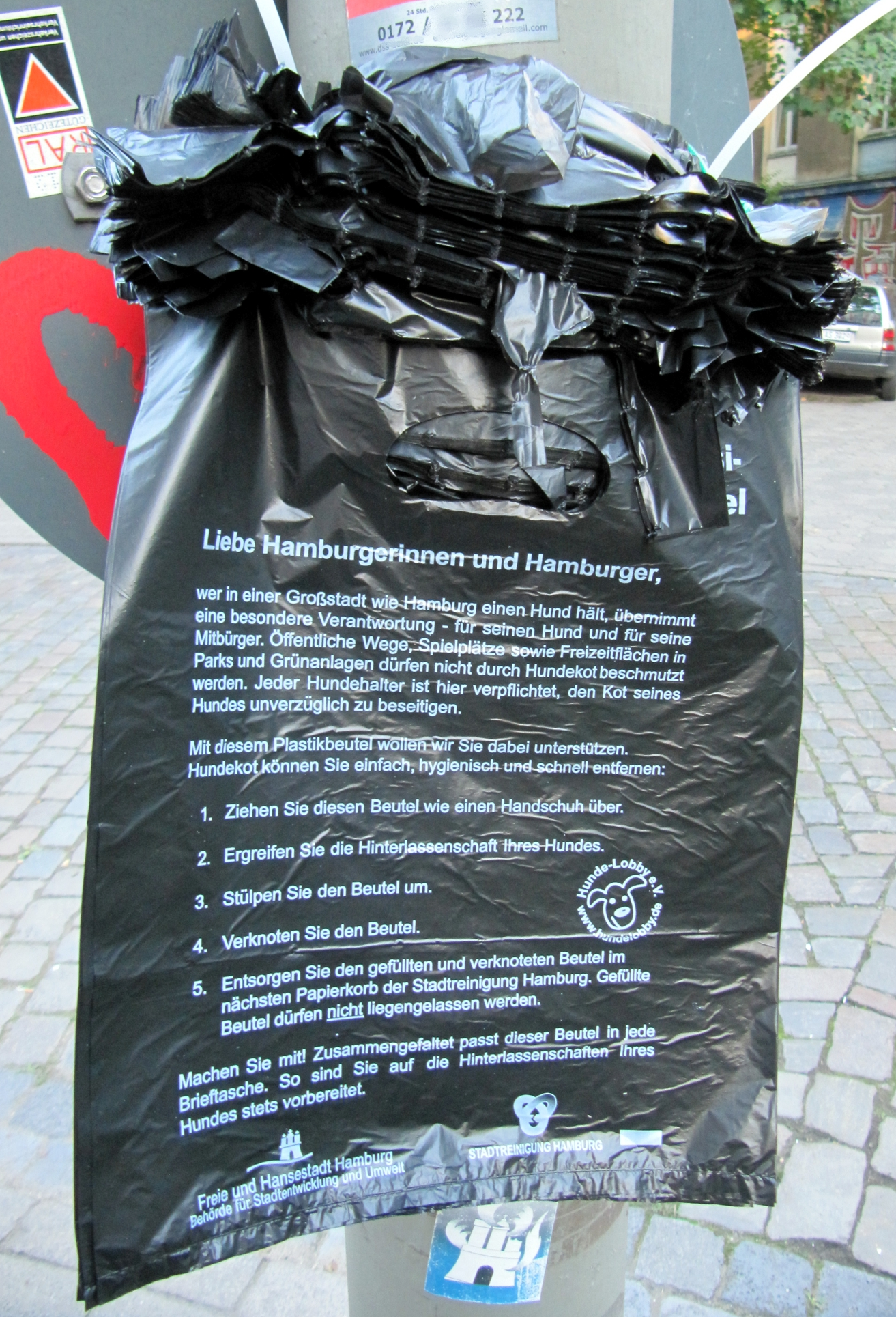
Hundekotbeutel mit Anleitung am Straßenschildmast in Hamburg

Für die Beseitigung von Hundekot in öffentlichem Gelände gibt es meist Regeln. Die Regelsetzung mit Bezug auf die Hundehaltung ist in Deutschland Sache der Kommunen. Normalerweise verpflichten die Kommunen die Hundehalter, die Hinterlassenschaften ihres Tieres selbst zu beseitigen. Wer dies nicht tut, begeht eine Ordnungswidrigkeit, die mit Bußgeld bestraft werden kann. In manchen Städten sind Hundekotbeutelspender zur Beseitigung des Hundekots aufgestellt. Gelegentlich anzutreffen ist auch die „Technik“, dem Hund bei Beginn des Absetzvorgangs eine Zeitung unterzulegen und diese – nachdem der Hund seinen Kot auf diese abgesetzt hat – zusammengefaltet in den Müllbehälter zu geben.
Ausnahmen gelten des Öfteren für Blindenführhunde, Hunde im Einsatz bei Sicherheitsorganen und dergleichen.

## Gefahren

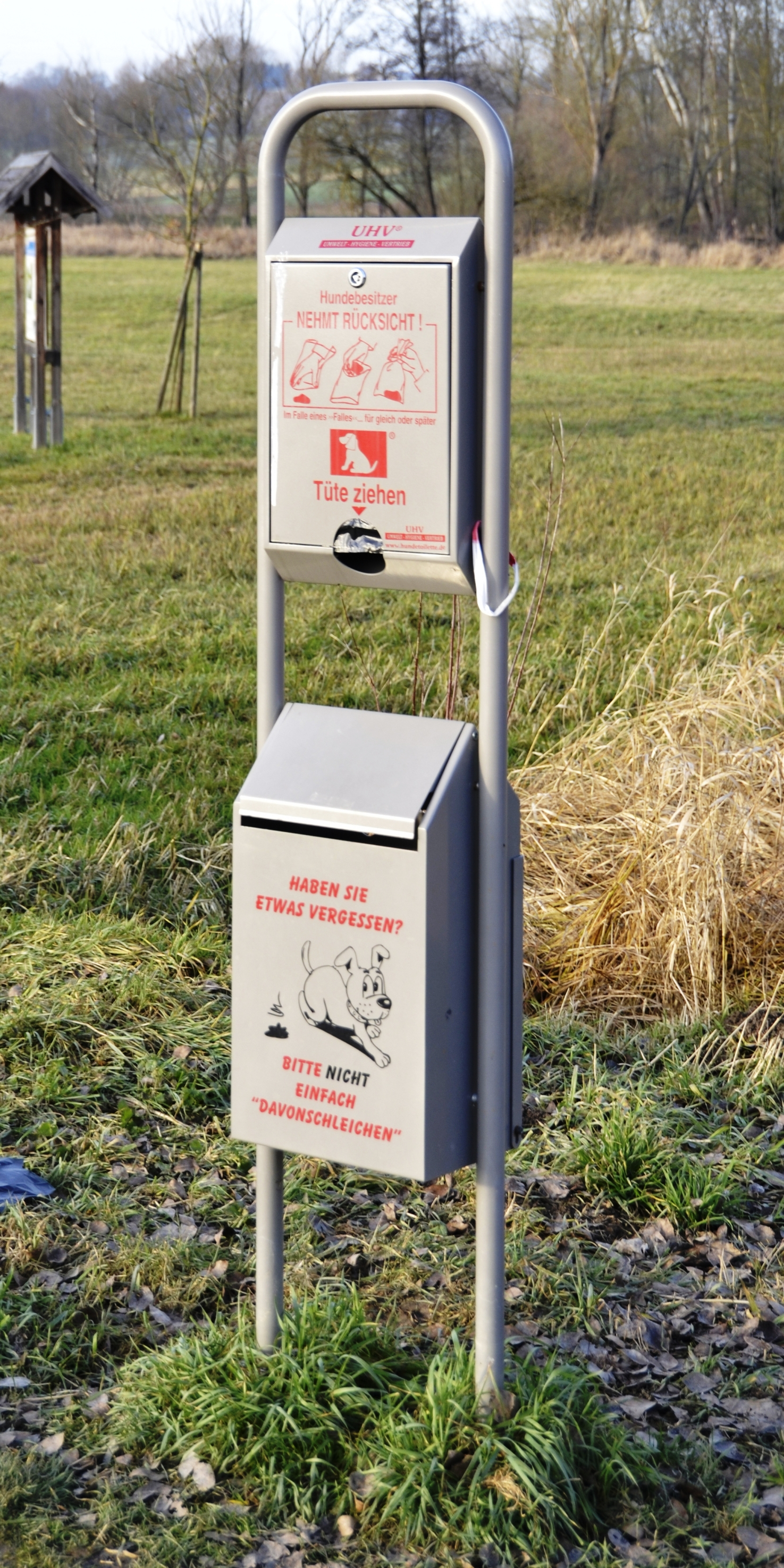
Spender und Container zur Beseitigung des Hundekots

Hundekot stellt eine Unfallgefahr dar. Gehbehinderte und Rollstuhlfahrer, aber auch Blinde und Sehschwache, können die Hundehaufen oft nicht rechtzeitig erkennen und ihnen ausweichen und können (insbesondere bei frischem Haufen) darauf ausrutschen und in direkten Hautkontakt mit dem Kot kommen. Blindenhunde führen ihren Besitzer oft sicher um die Hinterlassenschaften ihrer Artgenossen herum und sind darauf trainiert, sich an Orten zu erleichtern, wo normalerweise niemand hintritt.
Hundekot stellt ein Infektionsrisiko dar, wobei Kinder und abwehrgeschwächte Erwachsene besonders gefährdet sind. Zahlreiche winzige Eier von Parasiten können beispielsweise durch Schuhsohlen weit bis in Wohnungen hinein verbreitet werden. Es besteht daher immer die Gefahr eines indirekten Kontaktes mit Hundekot, beispielsweise über kontaminierten Spielsand. Durch Schnüffeln an Kot können weitere Hunde infiziert werden. Als Hundekot-Parasiten werden Spulwürmer, Peitschenwürmer, Hakenwürmer, Bandwürmer, Fuchsbandwurm, Giardien und Kokzidien genannt. Da Entwurmungen nicht regelmäßig durchgeführt werden, ist damit zu rechnen, dass jeder dritte Hund Träger von Darmwürmern ist. Symptome dafür bleiben bei erwachsenen Tieren meist unauffällig.
In einem Streitfall entschied das Amtsgericht Düsseldorf: „Wer auf einer Spiel- und Liegewiese einen Hund abkoten lässt und den Kot nicht beseitigt, macht sich wegen umweltgefährdender Abfallbeseitigung strafbar.“ (AG Düsseldorf, Urteil vom 11. August 1989 – 301 OWi/911). Es begründete, dass die Verunreinigung der Spielwiese mit Hundekot eine Gefahr der Infektion spielender Kinder mit den Erregern gemeingefährlicher und übertragbarer Krankheiten darstellt.
Durch die in den letzten Jahren stärkere Verbreitung des Fuchsbandwurms in den gemäßigten Klimazonen Mitteleuropas kann vom Kot eines vom Fuchsbandwurm befallenen Hundes auch für den Menschen eine Gefahr ausgehen. Der trockene Tierkot kann unbemerkt eingeatmet werden und damit auch die in ihm befindlichen Bandwurmeier. In Deutschland werden pro Jahr im Durchschnitt 17 Fälle der meldepflichtigen alveolären Echinokokkose registriert. Eine weitere Gefahrenquelle stellt der teilweise im Hundekot enthaltene Hundebandwurm für den Menschen dar. Der Mensch tritt hierbei als Zwischenwirt auf. Ist ein Mensch einmal infiziert, kann er lebensgefährlich erkranken. Die Infektionswahrscheinlichkeit gilt jeweils als gering.
Hundekot kann für die Landwirtschaft gefährlich sein, wenn er Weideflächen verunreinigt. Sind im Hundekot Neospora-Parasiten (Neospora caninum) enthalten, bleiben diese lange an den Gräsern haften. Werden diese verunreinigten Gräser von den Kühen mitgefressen, kann dies zu Totgeburten führen. Allerdings zeigt eine Studie des Friedrich-Loeffler-Institutes (Bundesforschungsinstitut für Tiergesundheit), dass diese Gefahr der Übertragung als äußerst gering einzustufen ist. Zudem müssen Hunde selbst mit Neospora caninum infiziert sein, um eine Gefahrenquelle darzustellen. Stadthunde seien deshalb, so das Landesamt, „in aller Regel von diesem Infektionsgeschehen ausgeschlossen“. Gelangt restlicher Hundekot mit in die Heuernte, so wird ein großer Teil dieses Winterfutters von den Kühen verweigert.

## Nationale Bestimmungen

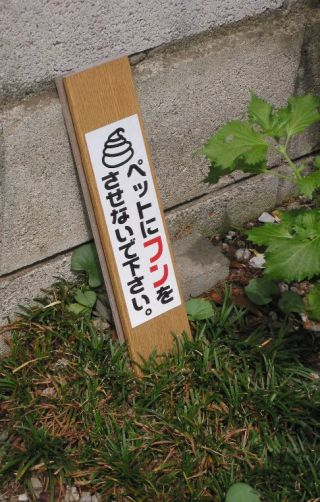
Hundekotverbotsschild in Japan: „Bitte lassen [Sie Ihr] Haustier [hier] keinen Haufen machen.“

Die Hundehalter sind in Deutschland im Rahmen kommunaler Regelungen meist zur Entfernung von Hundekot verpflichtet. In einigen Parks und Grünanlagen, in denen Hunde erlaubt sind, sind Spender mit Tüten zum Aufnehmen des Kotes aufgestellt.
In Österreich regelt § 92 Abs. 2 der Straßenverkehrsordnung: „Die Besitzer oder Verwahrer von Hunden haben dafür zu sorgen, dass diese Gehsteige und Gehwege sowie Fußgängerzonen und Wohnstraßen nicht verunreinigen.“ Dies gilt auch in Hundezonen.
Zumindest die Städte Wien und Graz haben den letzten Jahren Strafbestimmungen erlassen, und exekutieren diese mit städtischen Wachorganen. Andererseits wurden etwa in Graz Selbstentnahmeblechkästen für rote PE-Sackerl zum Aufsammeln des Kots für Hundeführer errichtet, Der Sackerlverbrauch erreichte 2018 in Graz unplausibel hohe Mengen. Wien machte eine Motivationskampagne mit Videos, Plakaten und Steckschildern (mit Erwähnung von 30 oder 35 Euro Strafe …) in bedrohten Wiesen und Strassengrün.
In der Schweiz besteht in vielen Gemeinden die Pflicht, Hundekot aufzunehmen und in einem speziell dafür vorgesehenen Abfallbehälter (Robidog) zu entsorgen. Zuwiderhandelnde müssen mit Strafen rechnen. Im Kanton Schwyz herrscht aus diesem Grund ein allgemeiner Leinenzwang.
Ebenfalls in der Schweiz gab es in den 1980er Jahren sogar eine Volksinitiative, die eine Pflicht zur Verwendung von Hundeklos in der Verfassung verankern wollte. Sie erreichte aber nicht die notwendige Anzahl Unterschriften für eine Volksabstimmung.
In Liechtenstein besteht ebenso die gesetzliche Verpflichtung zur Beseitigung des Hundekotes. Zu diesem Zweck sind im gesamten Land (nicht nur im besiedelten Gebiet, auch auf Wanderwegen) Abfallbehälter aufgestellt.

Verbotshinweise
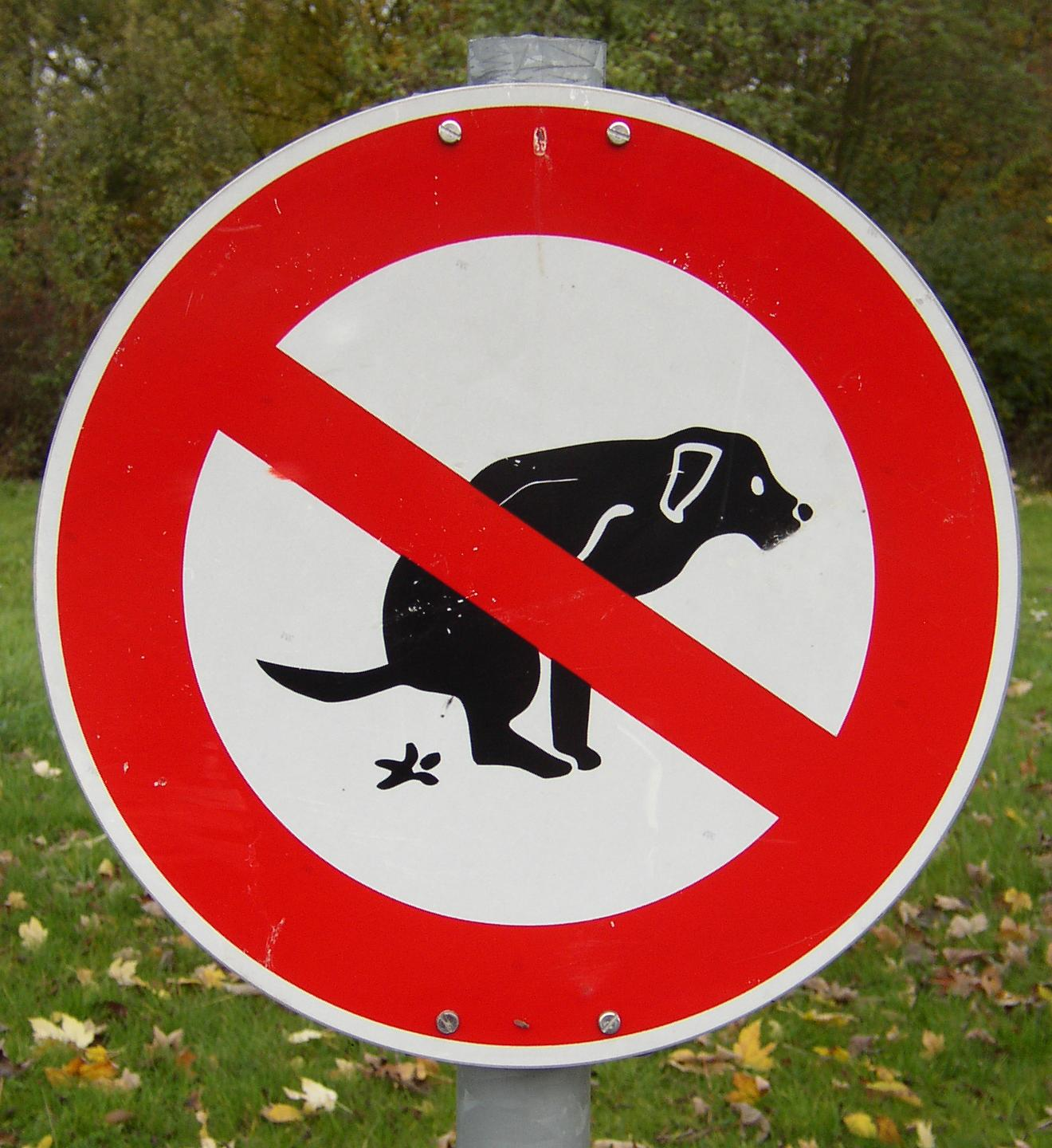
Verbotsschild
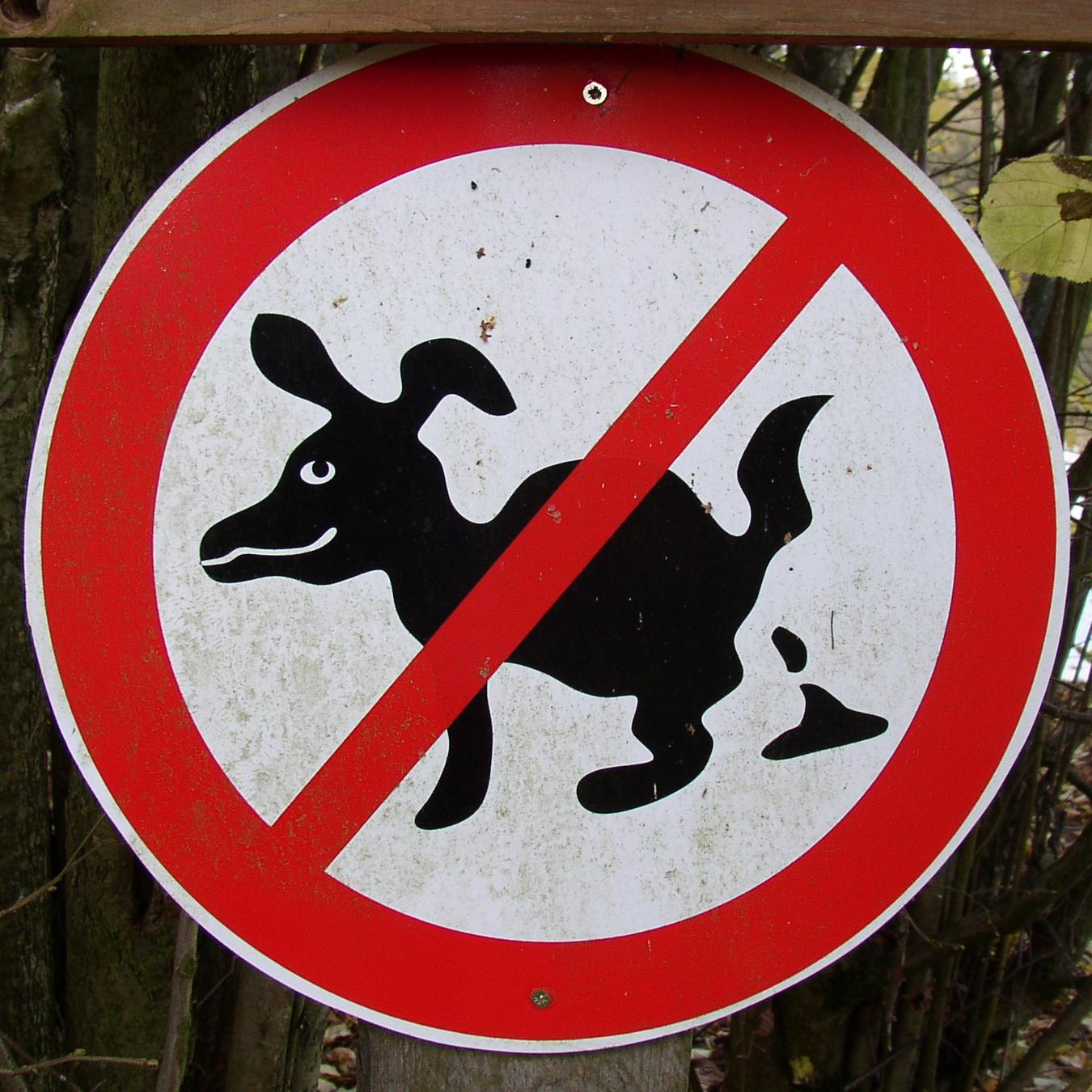
Verbotsschild
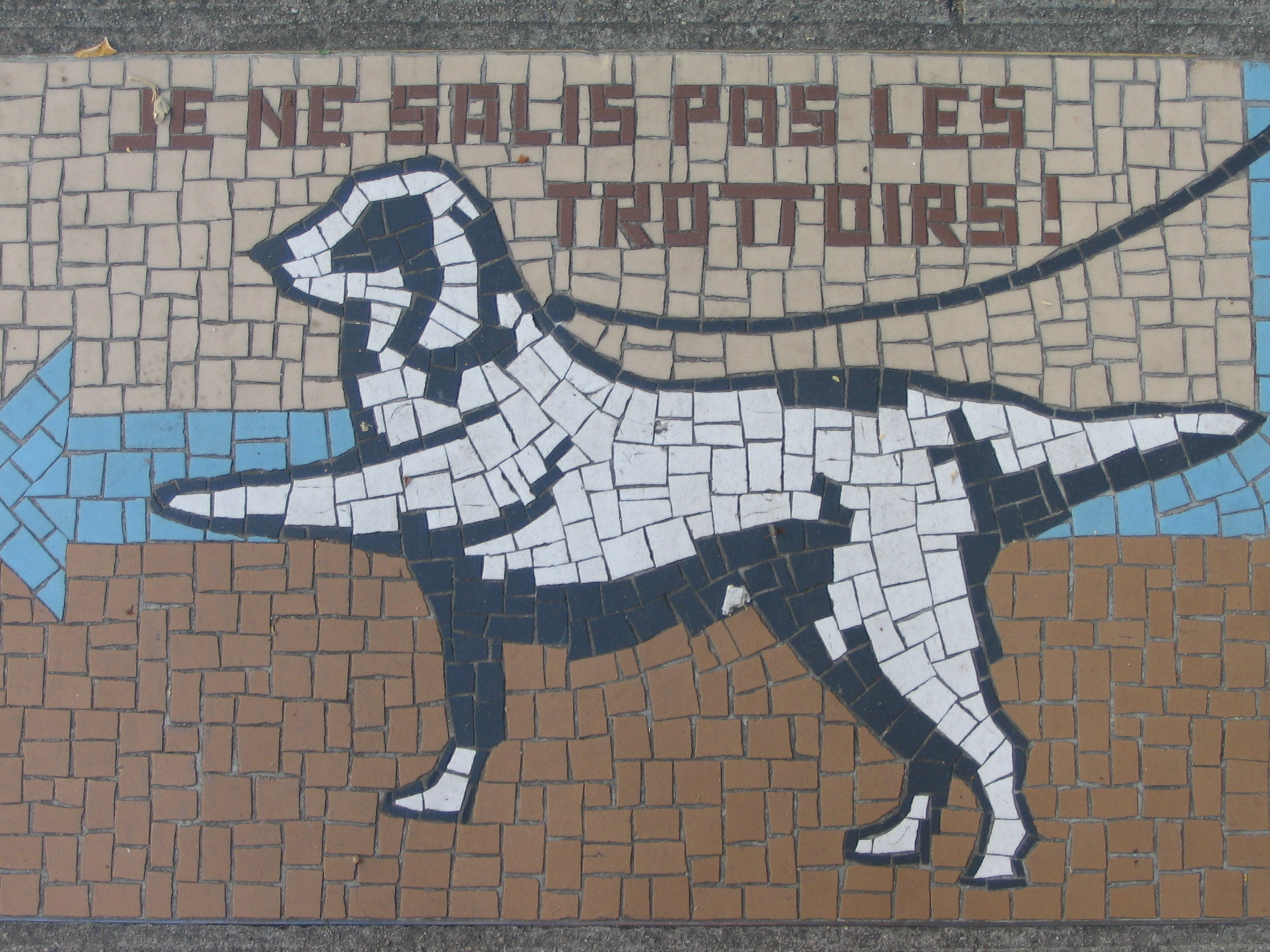
Mosaik in Genf: „Ich beschmutze die Trottoirs nicht!“
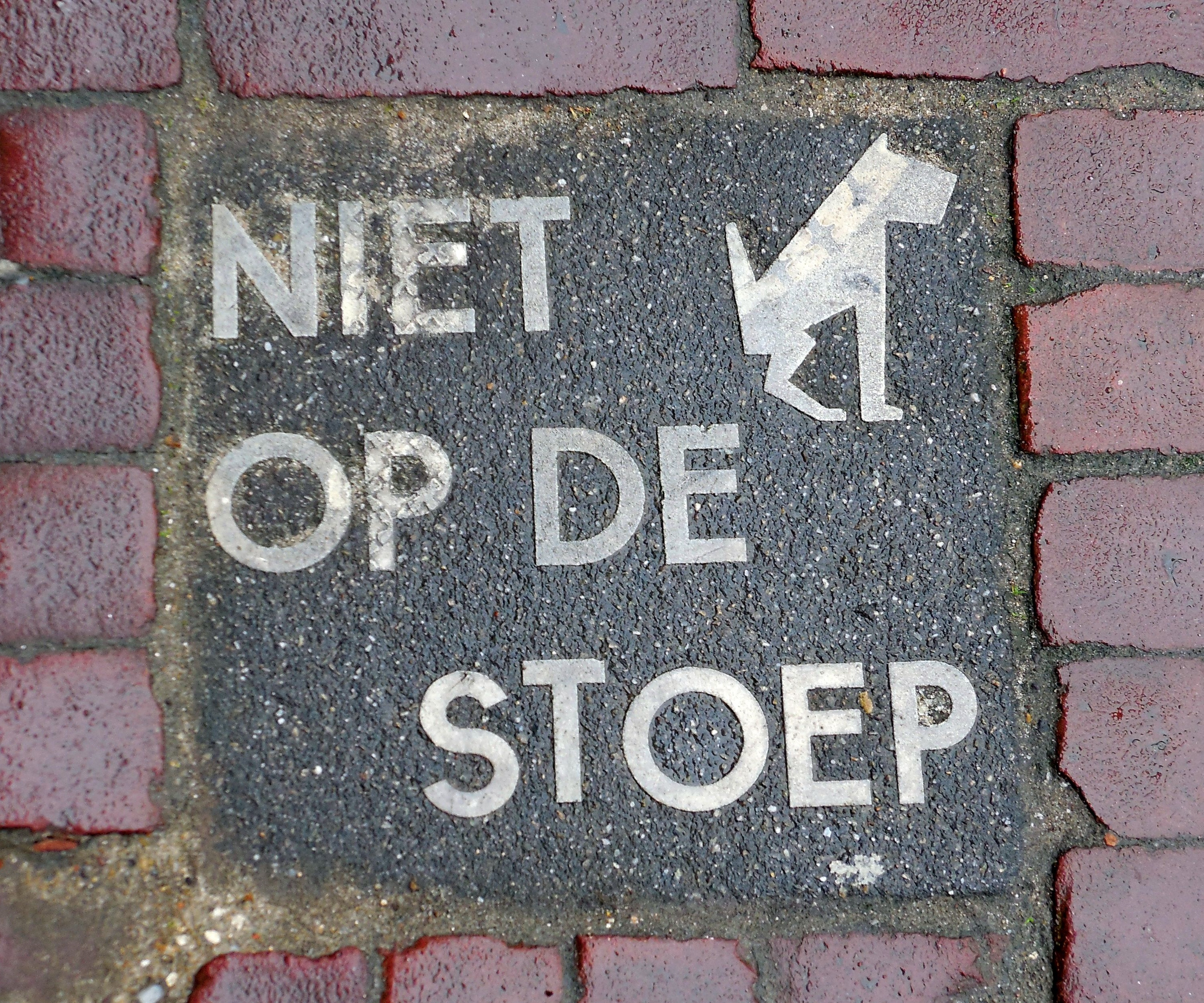
Gehsteig in Gouda (Niederlande)

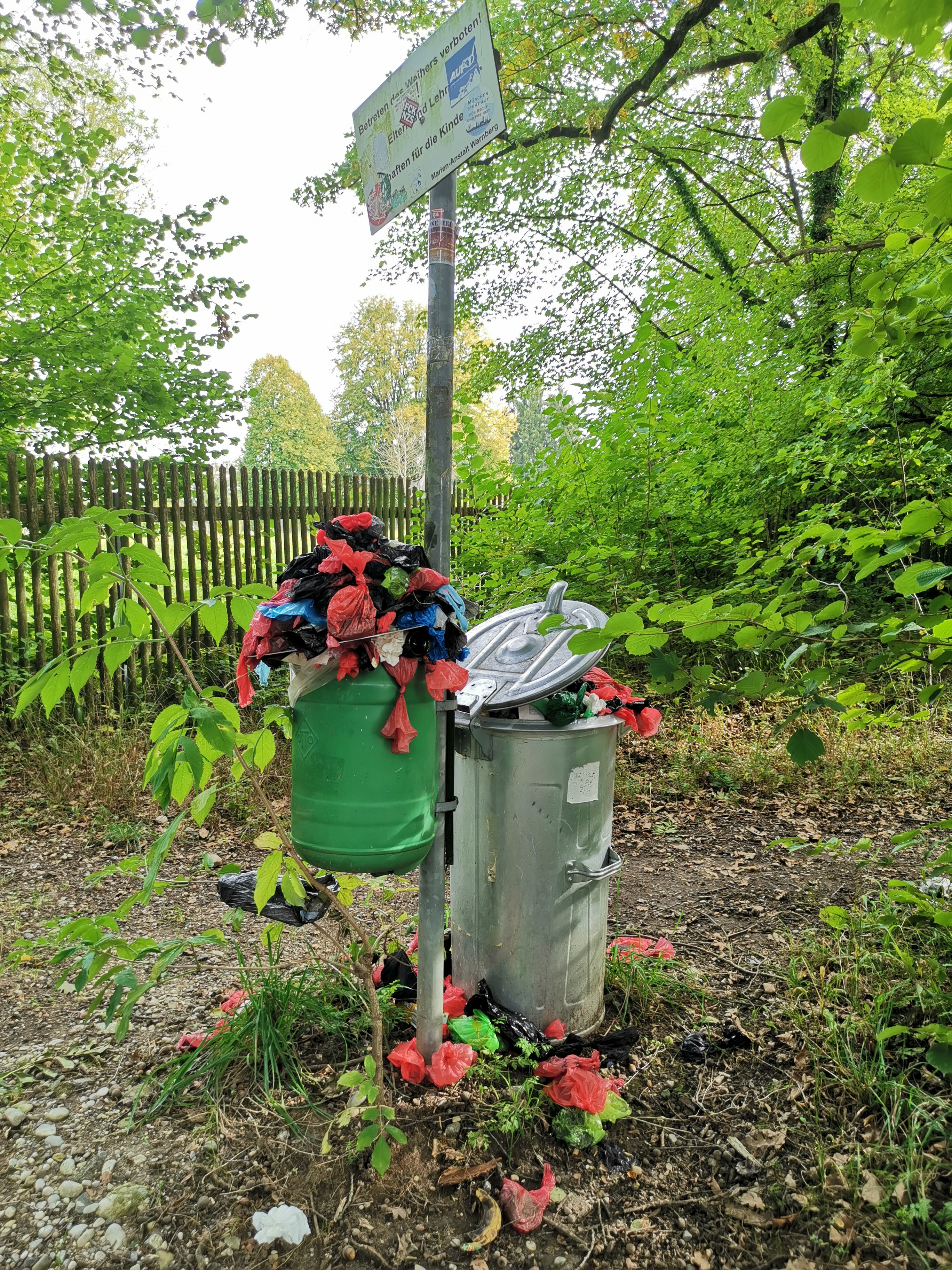
Mit Hundekotbeutel überfüllte Abfalleimer an einem beliebten Ausflugsgebiet

## Verwendung
Hundekot wurde früher bei der Herstellung bestimmter Ledersorten verwendet. Weiches Leder wurde vor dem Gerben mit Hundekot gebeizt. Damit wird die Haut weiter aufgeschlossen und nicht zur Lederstruktur gehöriges Eiweiß aufgespalten. Das Verfahren wurde auch zum Enthaaren der Haut eingesetzt.
Dieses Verfahren kam außer Gebrauch, nachdem Robert Hasenclever zwischen 1895 und 1897 begann, das Enzym Pankreatin in technischem Maßstab herzustellen. Es wurde 1907 durch Otto Röhm in der Gerberei eingesetzt. Der Effekt des Hundekotes wird jedoch nicht vom Kot selbst, sondern von auf ihm siedelnden Bakterien erreicht, die das Enzym Trypsin freisetzen. Der Hundekot wurde zu diesem Zweck gewerbsmäßig eingesammelt.
In der alten Heilkunde fand weißer (getrockneter) Hundekot (lateinisch-pharmazeutisch Album graecum, „Griechisches Weiß“) als Arzneimittelbestandteil Verwendung. Das beste Album graecum wurde von Hunden gewonnen, die ausschließlich mit Knochen gefüttert wurden.
Unter dem Namen excrementum caninum, abgekürzt excr. can., dient Hundekot als Mittel in der Homöopathie.

## Schäden
Klassisch ist die Verunreinigung von Schuhwerk und in der Folge von Haus und Wohnung.
2017 und 2019 wurde im Land Salzburg von Fehlgeburten bei Kühen berichtet, die via Hundekot mit Parasiten angesteckt worden seien.

## Trivia
Hundekot im öffentlichen Raum, zum Beispiel auf Gehwegen und in Parkanlagen, wird auch scherzhaft als „Tretmine“ bezeichnet. In Österreich wurde der Spruch „Nimm ein Sackerl für mein Gackerl“ (Sackerl für Hundekotbeutel, Gackerl für Hundekot) zum Spruch des Jahres 2006 gewählt, da er „für eine sehr banale, aber dennoch wichtige Sache Werbung“ mache und durch Reim und syntaktische Parallelität „zu einem einprägsamen und gelungenen Sprachspiel“ wird.